# آرییدایا
آرییدایا (به لاتین: Aridaia) یک شهرک در یونان است که در Almopia Municipality واقع شده‌است.